# Soca
Soca er en betegnelse for en dansevenlig og glad musik fra Trinidad og Tobago der oprindeligt var en blanding af soul og calypso – deraf navnet. Musikken spilles i 4/4 og er især populær til karneval i hele det engelsktalende Caribien. Soca blev kendt som en selvstændig genre i slutningen af 1970'erne. Blandt de mest kendte sangere kan nævnes Mighty Sparrow, Arrow, Calypso Rose, Crazy, Baron, Denyse Plummer og Iwer George.
Socakunstnere, der har haft succes i vesten i det 21. århundrede, er blandt andet The Baha Men og Kevin Lyttle.